# Paseo de la Bonanova
El paseo de la Bonanova está situado en el barrio barcelonés de Sarriá-San Gervasio. Se inauguró en 1942 y tiene una longitud de un kilómetro aproximadamente, y una anchura de 20m. Al comienzo del paseo, se encuentra el cuarto mejor colegio de Cataluña, la Salle Bonanova. En el número 55 de la calle, se encuentra la Casa Muley Afid, proyectada por Josep Puig i Cadafalch.